# Eremostachys
Eremostachys  é um gênero botânico da família Lamiaceae

## Espécies
Composto por 127 espécies:
- Eremostachys acanthocalyx
- Eremostachys acaulis
- Eremostachys adenantha
- Eremostachys adpressa
- Eremostachys affinis
- Eremostachys alberti
- Eremostachys ambigua
- Eremostachys ammophila
- Eremostachys andersii
- Eremostachys angreni
- Eremostachys anisochila
- Eremostachys aralensis
- Eremostachys arctiifolia
- Eremostachys ariana
- Eremostachys azerbaijanica
- Eremostachys baburii
- Eremostachys bachardenica
- Eremostachys badakshanica
- Eremostachys baissunensis
- Eremostachys bamianica
- Eremostachys beckeri
- Eremostachys boissieriana
- Eremostachys botschantzevii
- Eremostachys bungei
- Eremostachys cabulica
- Eremostachys calophyta
- Eremostachys canescens
- Eremostachys cephalariifolia
- Eremostachys cilicica
- Eremostachys codonocalyx
- Eremostachys cordifolia
- Eremostachys czuiliensis
- Eremostachys desertorum
- Eremostachys dielsii
- Eremostachys discolor
- Eremostachys diversifolia
- Eremostachys dshungarica
- Eremostachys dzhambulensis
- Eremostachys ebracteolata
- Eremostachys edelbergii
- Eremostachys eriocalyx
- Eremostachys eriolarynx
- Eremostachys fetisowi
- Eremostachys freitagii
- Eremostachys fulgens
- Eremostachys ghorana
- Eremostachys glabra
- Eremostachys glanduligera
- Eremostachys gymnocalyx
- Eremostachys gymnoclada
- Eremostachys gypsacea
- Eremostachys hajastanica
- Eremostachys hissarica
- Eremostachys hyoscyamoides
- Eremostachys iberica
- Eremostachys iliensis
- Eremostachys impressa
- Eremostachys integior
- Eremostachys isochila
- Eremostachys ispahanica
- Eremostachys jakkahaghi
- Eremostachys kaufmanniana
- Eremostachys korovinii
- Eremostachys krauseana
- Eremostachys labiosa
- Eremostachys labiosiformis
- Eremostachys labiosissima
- Eremostachys laciniata
- Eremostachys lanata
- Eremostachys laevigata
- Eremostachys lehmanniana
- Eremostachys leiocalyx
- Eremostachys lindbergii
- Eremostachys loasaefolia
- Eremostachys macrochila
- Eremostachys macrophylla
- Eremostachys mogianica
- Eremostachys molucelloides
- Eremostachys napuligera
- Eremostachys nerimani
- Eremostachys nuda
- Eremostachys olgae
- Eremostachys paniculata
- Eremostachys paropamisica
- Eremostachys pauciflora
- Eremostachys pectinata
- Eremostachys persimilis
- Eremostachys phlomoides
- Eremostachys pinnatifida
- Eremostachys podlechii
- Eremostachys popovii
- Eremostachys pulchra
- Eremostachys pulvinaris
- Eremostachys pyramidalis
- Eremostachys rastagalensis
- Eremostachys regeliana
- Eremostachys rotala
- Eremostachys salangensis
- Eremostachys sanglechensis
- Eremostachys sanguinea
- Eremostachys sarawschanica
- Eremostachys schugnanica
- Eremostachys septentrionalis
- Eremostachys sewerzovii
- Eremostachys sharifii
- Eremostachys sogdiana
- Eremostachys speciosa
- Eremostachys spectabilis
- Eremostachys stenocalycina
- Eremostachys stocksii
- Eremostachys subspicata
- Eremostachys superba
- Eremostachys tadshikistanica
- Eremostachys taschkentica
- Eremostachys thyrsiflora
- Eremostachys tianschanica
- Eremostachys tournefortii
- Eremostachys transiliensis
- Eremostachys transjordanica
- Eremostachys transoxana
- Eremostachys transjordanica
- Eremostachys transoxana
- Eremostachys trautvetteriana
- Eremostachys tuberosa
- Eremostachys uniflora
- Eremostachys vacillans
- Eremostachys vicaryi
- Eremostachys vulnerans Eremostachys zenaidae